# 1685
Portal Geschichte | Portal Biografien | Aktuelle Ereignisse | Jahreskalender | Tagesartikel

◄ |
16. Jahrhundert |
17. Jahrhundert
| 18. Jahrhundert | ►

◄ |
1650er |
1660er |
1670er |
1680er
| 1690er | 1700er | 1710er | ►

◄◄ |
◄ |
1681 |
1682 |
1683 |
1684 |
1685
| 1686 | 1687 | 1688 | 1689 | ► | ►►
Staatsoberhäupter  · Nekrolog   · Musikjahr
| Januar | Januar | Januar | Januar | Januar | Januar | Januar | Januar |
| Kw     | Mo     | Di     | Mi     | Do     | Fr     | Sa     | So     |
| ------ | ------ | ------ | ------ | ------ | ------ | ------ | ------ |
| 1      | 1      | 2      | 3      | 4      | 5      | 6      | 7      |
| 2      | 8      | 9      | 10     | 11     | 12     | 13     | 14     |
| 3      | 15     | 16     | 17     | 18     | 19     | 20     | 21     |
| 4      | 22     | 23     | 24     | 25     | 26     | 27     | 28     |
| 5      | 29     | 30     | 31     |        |        |        |        |

| Februar | Februar | Februar | Februar | Februar | Februar | Februar | Februar |
| Kw      | Mo      | Di      | Mi      | Do      | Fr      | Sa      | So      |
| ------- | ------- | ------- | ------- | ------- | ------- | ------- | ------- |
| 5       |         |         |         | 1       | 2       | 3       | 4       |
| 6       | 5       | 6       | 7       | 8       | 9       | 10      | 11      |
| 7       | 12      | 13      | 14      | 15      | 16      | 17      | 18      |
| 8       | 19      | 20      | 21      | 22      | 23      | 24      | 25      |
| 9       | 26      | 27      | 28      |         |         |         |         |

| März | März | März | März | März | März | März | März |
| Kw   | Mo   | Di   | Mi   | Do   | Fr   | Sa   | So   |
| ---- | ---- | ---- | ---- | ---- | ---- | ---- | ---- |
| 9    |      |      |      | 1    | 2    | 3    | 4    |
| 10   | 5    | 6    | 7    | 8    | 9    | 10   | 11   |
| 11   | 12   | 13   | 14   | 15   | 16   | 17   | 18   |
| 12   | 19   | 20   | 21   | 22   | 23   | 24   | 25   |
| 13   | 26   | 27   | 28   | 29   | 30   | 31   |      |

| April | April | April | April | April | April | April | April |
| Kw    | Mo    | Di    | Mi    | Do    | Fr    | Sa    | So    |
| ----- | ----- | ----- | ----- | ----- | ----- | ----- | ----- |
| 13    |       |       |       |       |       |       | 1     |
| 14    | 2     | 3     | 4     | 5     | 6     | 7     | 8     |
| 15    | 9     | 10    | 11    | 12    | 13    | 14    | 15    |
| 16    | 16    | 17    | 18    | 19    | 20    | 21    | 22    |
| 17    | 23    | 24    | 25    | 26    | 27    | 28    | 29    |
| 18    | 30    |       |       |       |       |       |       |

| Mai | Mai | Mai | Mai | Mai | Mai | Mai | Mai |
| Kw  | Mo  | Di  | Mi  | Do  | Fr  | Sa  | So  |
| --- | --- | --- | --- | --- | --- | --- | --- |
| 18  |     | 1   | 2   | 3   | 4   | 5   | 6   |
| 19  | 7   | 8   | 9   | 10  | 11  | 12  | 13  |
| 20  | 14  | 15  | 16  | 17  | 18  | 19  | 20  |
| 21  | 21  | 22  | 23  | 24  | 25  | 26  | 27  |
| 22  | 28  | 29  | 30  | 31  |     |     |     |

| Juni | Juni | Juni | Juni | Juni | Juni | Juni | Juni |
| Kw   | Mo   | Di   | Mi   | Do   | Fr   | Sa   | So   |
| ---- | ---- | ---- | ---- | ---- | ---- | ---- | ---- |
| 22   |      |      |      |      | 1    | 2    | 3    |
| 23   | 4    | 5    | 6    | 7    | 8    | 9    | 10   |
| 24   | 11   | 12   | 13   | 14   | 15   | 16   | 17   |
| 25   | 18   | 19   | 20   | 21   | 22   | 23   | 24   |
| 26   | 25   | 26   | 27   | 28   | 29   | 30   |      |

| Juli | Juli | Juli | Juli | Juli | Juli | Juli | Juli |
| Kw   | Mo   | Di   | Mi   | Do   | Fr   | Sa   | So   |
| ---- | ---- | ---- | ---- | ---- | ---- | ---- | ---- |
| 26   |      |      |      |      |      |      | 1    |
| 27   | 2    | 3    | 4    | 5    | 6    | 7    | 8    |
| 28   | 9    | 10   | 11   | 12   | 13   | 14   | 15   |
| 29   | 16   | 17   | 18   | 19   | 20   | 21   | 22   |
| 30   | 23   | 24   | 25   | 26   | 27   | 28   | 29   |
| 31   | 30   | 31   |      |      |      |      |      |

| August | August | August | August | August | August | August | August |
| Kw     | Mo     | Di     | Mi     | Do     | Fr     | Sa     | So     |
| ------ | ------ | ------ | ------ | ------ | ------ | ------ | ------ |
| 31     |        |        | 1      | 2      | 3      | 4      | 5      |
| 32     | 6      | 7      | 8      | 9      | 10     | 11     | 12     |
| 33     | 13     | 14     | 15     | 16     | 17     | 18     | 19     |
| 34     | 20     | 21     | 22     | 23     | 24     | 25     | 26     |
| 35     | 27     | 28     | 29     | 30     | 31     |        |        |

| September | September | September | September | September | September | September | September |
| Kw        | Mo        | Di        | Mi        | Do        | Fr        | Sa        | So        |
| --------- | --------- | --------- | --------- | --------- | --------- | --------- | --------- |
| 35        |           |           |           |           |           | 1         | 2         |
| 36        | 3         | 4         | 5         | 6         | 7         | 8         | 9         |
| 37        | 10        | 11        | 12        | 13        | 14        | 15        | 16        |
| 38        | 17        | 18        | 19        | 20        | 21        | 22        | 23        |
| 39        | 24        | 25        | 26        | 27        | 28        | 29        | 30        |

| Oktober | Oktober | Oktober | Oktober | Oktober | Oktober | Oktober | Oktober |
| Kw      | Mo      | Di      | Mi      | Do      | Fr      | Sa      | So      |
| ------- | ------- | ------- | ------- | ------- | ------- | ------- | ------- |
| 40      | 1       | 2       | 3       | 4       | 5       | 6       | 7       |
| 41      | 8       | 9       | 10      | 11      | 12      | 13      | 14      |
| 42      | 15      | 16      | 17      | 18      | 19      | 20      | 21      |
| 43      | 22      | 23      | 24      | 25      | 26      | 27      | 28      |
| 44      | 29      | 30      | 31      |         |         |         |         |

| November | November | November | November | November | November | November | November |
| Kw       | Mo       | Di       | Mi       | Do       | Fr       | Sa       | So       |
| -------- | -------- | -------- | -------- | -------- | -------- | -------- | -------- |
| 44       |          |          |          | 1        | 2        | 3        | 4        |
| 45       | 5        | 6        | 7        | 8        | 9        | 10       | 11       |
| 46       | 12       | 13       | 14       | 15       | 16       | 17       | 18       |
| 47       | 19       | 20       | 21       | 22       | 23       | 24       | 25       |
| 48       | 26       | 27       | 28       | 29       | 30       |          |          |

| Dezember | Dezember | Dezember | Dezember | Dezember | Dezember | Dezember | Dezember |
| Kw       | Mo       | Di       | Mi       | Do       | Fr       | Sa       | So       |
| -------- | -------- | -------- | -------- | -------- | -------- | -------- | -------- |
| 48       |          |          |          |          |          | 1        | 2        |
| 49       | 3        | 4        | 5        | 6        | 7        | 8        | 9        |
| 50       | 10       | 11       | 12       | 13       | 14       | 15       | 16       |
| 51       | 17       | 18       | 19       | 20       | 21       | 22       | 23       |
| 52       | 24       | 25       | 26       | 27       | 28       | 29       | 30       |
| 1        | 31       |          |          |          |          |          |          |

| Januar | Januar | Januar | Januar | Januar | Januar | Januar | Januar |
| Kw     | Mo     | Di     | Mi     | Do     | Fr     | Sa     | So     |
| ------ | ------ | ------ | ------ | ------ | ------ | ------ | ------ |
| 1      | 1      | 2      | 3      | 4      | 5      | 6      | 7      |
| 2      | 8      | 9      | 10     | 11     | 12     | 13     | 14     |
| 3      | 15     | 16     | 17     | 18     | 19     | 20     | 21     |
| 4      | 22     | 23     | 24     | 25     | 26     | 27     | 28     |
| 5      | 29     | 30     | 31     |        |        |        |        |

| Februar | Februar | Februar | Februar | Februar | Februar | Februar | Februar |
| Kw      | Mo      | Di      | Mi      | Do      | Fr      | Sa      | So      |
| ------- | ------- | ------- | ------- | ------- | ------- | ------- | ------- |
| 5       |         |         |         | 1       | 2       | 3       | 4       |
| 6       | 5       | 6       | 7       | 8       | 9       | 10      | 11      |
| 7       | 12      | 13      | 14      | 15      | 16      | 17      | 18      |
| 8       | 19      | 20      | 21      | 22      | 23      | 24      | 25      |
| 9       | 26      | 27      | 28      |         |         |         |         |

| März | März | März | März | März | März | März | März |
| Kw   | Mo   | Di   | Mi   | Do   | Fr   | Sa   | So   |
| ---- | ---- | ---- | ---- | ---- | ---- | ---- | ---- |
| 9    |      |      |      | 1    | 2    | 3    | 4    |
| 10   | 5    | 6    | 7    | 8    | 9    | 10   | 11   |
| 11   | 12   | 13   | 14   | 15   | 16   | 17   | 18   |
| 12   | 19   | 20   | 21   | 22   | 23   | 24   | 25   |
| 13   | 26   | 27   | 28   | 29   | 30   | 31   |      |

| April | April | April | April | April | April | April | April |
| Kw    | Mo    | Di    | Mi    | Do    | Fr    | Sa    | So    |
| ----- | ----- | ----- | ----- | ----- | ----- | ----- | ----- |
| 13    |       |       |       |       |       |       | 1     |
| 14    | 2     | 3     | 4     | 5     | 6     | 7     | 8     |
| 15    | 9     | 10    | 11    | 12    | 13    | 14    | 15    |
| 16    | 16    | 17    | 18    | 19    | 20    | 21    | 22    |
| 17    | 23    | 24    | 25    | 26    | 27    | 28    | 29    |
| 18    | 30    |       |       |       |       |       |       |

| Mai | Mai | Mai | Mai | Mai | Mai | Mai | Mai |
| Kw  | Mo  | Di  | Mi  | Do  | Fr  | Sa  | So  |
| --- | --- | --- | --- | --- | --- | --- | --- |
| 18  |     | 1   | 2   | 3   | 4   | 5   | 6   |
| 19  | 7   | 8   | 9   | 10  | 11  | 12  | 13  |
| 20  | 14  | 15  | 16  | 17  | 18  | 19  | 20  |
| 21  | 21  | 22  | 23  | 24  | 25  | 26  | 27  |
| 22  | 28  | 29  | 30  | 31  |     |     |     |

| Juni | Juni | Juni | Juni | Juni | Juni | Juni | Juni |
| Kw   | Mo   | Di   | Mi   | Do   | Fr   | Sa   | So   |
| ---- | ---- | ---- | ---- | ---- | ---- | ---- | ---- |
| 22   |      |      |      |      | 1    | 2    | 3    |
| 23   | 4    | 5    | 6    | 7    | 8    | 9    | 10   |
| 24   | 11   | 12   | 13   | 14   | 15   | 16   | 17   |
| 25   | 18   | 19   | 20   | 21   | 22   | 23   | 24   |
| 26   | 25   | 26   | 27   | 28   | 29   | 30   |      |

| Juli | Juli | Juli | Juli | Juli | Juli | Juli | Juli |
| Kw   | Mo   | Di   | Mi   | Do   | Fr   | Sa   | So   |
| ---- | ---- | ---- | ---- | ---- | ---- | ---- | ---- |
| 26   |      |      |      |      |      |      | 1    |
| 27   | 2    | 3    | 4    | 5    | 6    | 7    | 8    |
| 28   | 9    | 10   | 11   | 12   | 13   | 14   | 15   |
| 29   | 16   | 17   | 18   | 19   | 20   | 21   | 22   |
| 30   | 23   | 24   | 25   | 26   | 27   | 28   | 29   |
| 31   | 30   | 31   |      |      |      |      |      |

| August | August | August | August | August | August | August | August |
| Kw     | Mo     | Di     | Mi     | Do     | Fr     | Sa     | So     |
| ------ | ------ | ------ | ------ | ------ | ------ | ------ | ------ |
| 31     |        |        | 1      | 2      | 3      | 4      | 5      |
| 32     | 6      | 7      | 8      | 9      | 10     | 11     | 12     |
| 33     | 13     | 14     | 15     | 16     | 17     | 18     | 19     |
| 34     | 20     | 21     | 22     | 23     | 24     | 25     | 26     |
| 35     | 27     | 28     | 29     | 30     | 31     |        |        |

| September | September | September | September | September | September | September | September |
| Kw        | Mo        | Di        | Mi        | Do        | Fr        | Sa        | So        |
| --------- | --------- | --------- | --------- | --------- | --------- | --------- | --------- |
| 35        |           |           |           |           |           | 1         | 2         |
| 36        | 3         | 4         | 5         | 6         | 7         | 8         | 9         |
| 37        | 10        | 11        | 12        | 13        | 14        | 15        | 16        |
| 38        | 17        | 18        | 19        | 20        | 21        | 22        | 23        |
| 39        | 24        | 25        | 26        | 27        | 28        | 29        | 30        |

| Oktober | Oktober | Oktober | Oktober | Oktober | Oktober | Oktober | Oktober |
| Kw      | Mo      | Di      | Mi      | Do      | Fr      | Sa      | So      |
| ------- | ------- | ------- | ------- | ------- | ------- | ------- | ------- |
| 40      | 1       | 2       | 3       | 4       | 5       | 6       | 7       |
| 41      | 8       | 9       | 10      | 11      | 12      | 13      | 14      |
| 42      | 15      | 16      | 17      | 18      | 19      | 20      | 21      |
| 43      | 22      | 23      | 24      | 25      | 26      | 27      | 28      |
| 44      | 29      | 30      | 31      |         |         |         |         |

| November | November | November | November | November | November | November | November |
| Kw       | Mo       | Di       | Mi       | Do       | Fr       | Sa       | So       |
| -------- | -------- | -------- | -------- | -------- | -------- | -------- | -------- |
| 44       |          |          |          | 1        | 2        | 3        | 4        |
| 45       | 5        | 6        | 7        | 8        | 9        | 10       | 11       |
| 46       | 12       | 13       | 14       | 15       | 16       | 17       | 18       |
| 47       | 19       | 20       | 21       | 22       | 23       | 24       | 25       |
| 48       | 26       | 27       | 28       | 29       | 30       |          |          |

| Dezember | Dezember | Dezember | Dezember | Dezember | Dezember | Dezember | Dezember |
| Kw       | Mo       | Di       | Mi       | Do       | Fr       | Sa       | So       |
| -------- | -------- | -------- | -------- | -------- | -------- | -------- | -------- |
| 48       |          |          |          |          |          | 1        | 2        |
| 49       | 3        | 4        | 5        | 6        | 7        | 8        | 9        |
| 50       | 10       | 11       | 12       | 13       | 14       | 15       | 16       |
| 51       | 17       | 18       | 19       | 20       | 21       | 22       | 23       |
| 52       | 24       | 25       | 26       | 27       | 28       | 29       | 30       |
| 1        | 31       |          |          |          |          |          |          |

## Ereignisse

### Politik und Weltgeschehen

#### England / Schottland

Königliches Wappen Jakob II.

- 6. Februar: Mit dem Tod von Karl II. ohne legitime Nachkommen wird sein Bruder Jakob II. König von England und – als Jakob VII. – von Schottland. Er wird am 23. April in der Westminster Abbey gekrönt.
- George Jeffreys, 1. Baron Jeffreys wird von Jakob II. zum Lordkanzler erhoben.
- 20. Juni: James Scott, 1. Duke of Monmouth erklärt sich als illegitimer Sohn des verstorbenen Herrschers Karl II. zum König von England, das indessen vom bereits gekrönten Königsbruder Jakob II. regiert wird. Die angestiftete Monmouth-Rebellion scheitert in der Schlacht von Sedgemoor am 6. Juli mit königstreuen Truppen. Der gefangene Herzog wird nach den Bloody Assizes am 15. Juli hingerichtet.

#### Heiliges Römisches Reich
- 18. April: Landgraf Karl von Hessen-Kassel erlässt die Freiheits-Concession, nach welcher französische Glaubensflüchtlinge bestimmte Vorteile bei Ansiedlung in seinem Lande erhalten.
- 16. Mai: Nach dem Tod von Karl II. wird Philipp Wilhelm neuer Kurfürst der Pfalz.

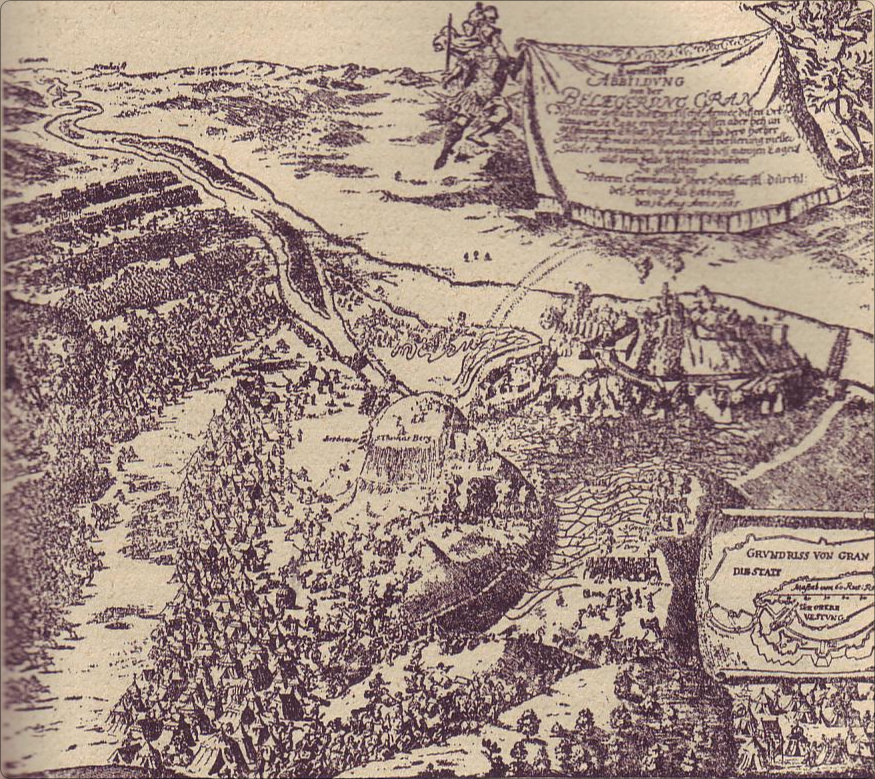
Belagerung von Gran

- 16. August: Während des Großen Türkenkrieges gelingt den kaiserlichen Truppen in der Schlacht bei Gran ein Sieg über ein osmanisches Heer.
- 8. November: Im Edikt von Potsdam, datiert mit dem 29. Oktober (nach julianischem Kalender), gewährt der Große Kurfürst den französischen Hugenotten Privilegien und eine sichere Heimstatt in Brandenburg.

#### Skandinavien
- 19. Mai: Nach 22-jähriger Haft im Blauen Turm kommt in Kopenhagen die politische Gefangene Leonora Christina Ulfeldt frei. Ihr war eine Beteiligung an politischen Intrigen ihres Mannes Corfitz Ulfeldt zur Last gelegt.

#### Frankreich

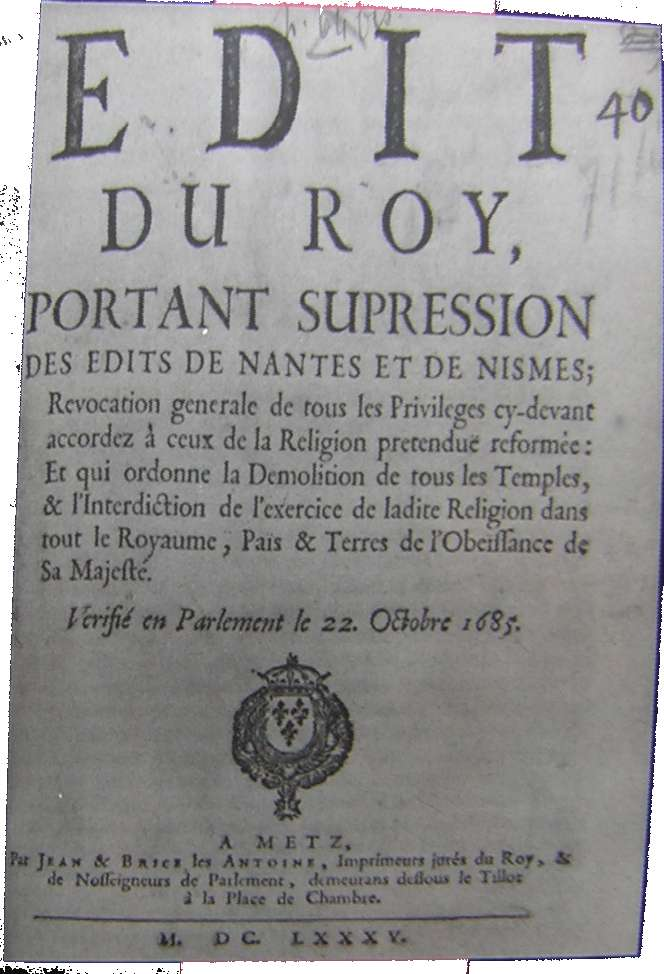
Bekanntmachung des Ediktes von Fontainebleau

- 18. Oktober: Ludwig XIV. hebt durch das Edikt von Fontainebleau das Toleranzedikt von Nantes auf. Mit dem neuen Edikt erklärt Ludwig das katholische Bekenntnis zur Staatsreligion und erlässt ein generelles Verbot des Protestantismus. Das Verbot trifft die Reformierte Kirche von Frankreich schwer, da es konsequent durchgesetzt wird. Viele französische Hugenotten fliehen in protestantische Länder, insbesondere die Niederlande, Schweiz und Preußen. Bald darauf beginnt der Aufstand der Kamisarden.

#### Überseeische Kolonien
- 5. Oktober: Brandenburg erobert seine Kolonie Arguin im heutigen Mauretanien.
- Ludwig XIV. erlässt den Code Noir zum Umgang mit Sklaven in den Kolonien.

#### Afrika
- Houessou Akaba folgt seinem verstorbenen Vater Aho Houegbadja als König von Dahomey im heutigen Benin.

### Wirtschaft
- 17. Januar: Der Armenier Johannes Theodat erhält als erster ein kaiserliches Privileg für den öffentlichen Ausschank von Kaffee und eröffnet in der Folge in seinem Wohnhaus am Haarmarkt das erste Wiener Kaffeehaus.
- 29. Juni: Ein Edikt des Großen Kurfürsten Friedrich Wilhelm führt zur Gründung der Berliner Börse.
- Beginn der Lederwarenindustrie: Gerbereien zu Saarlouis-Roden von 1685 bis 1904.

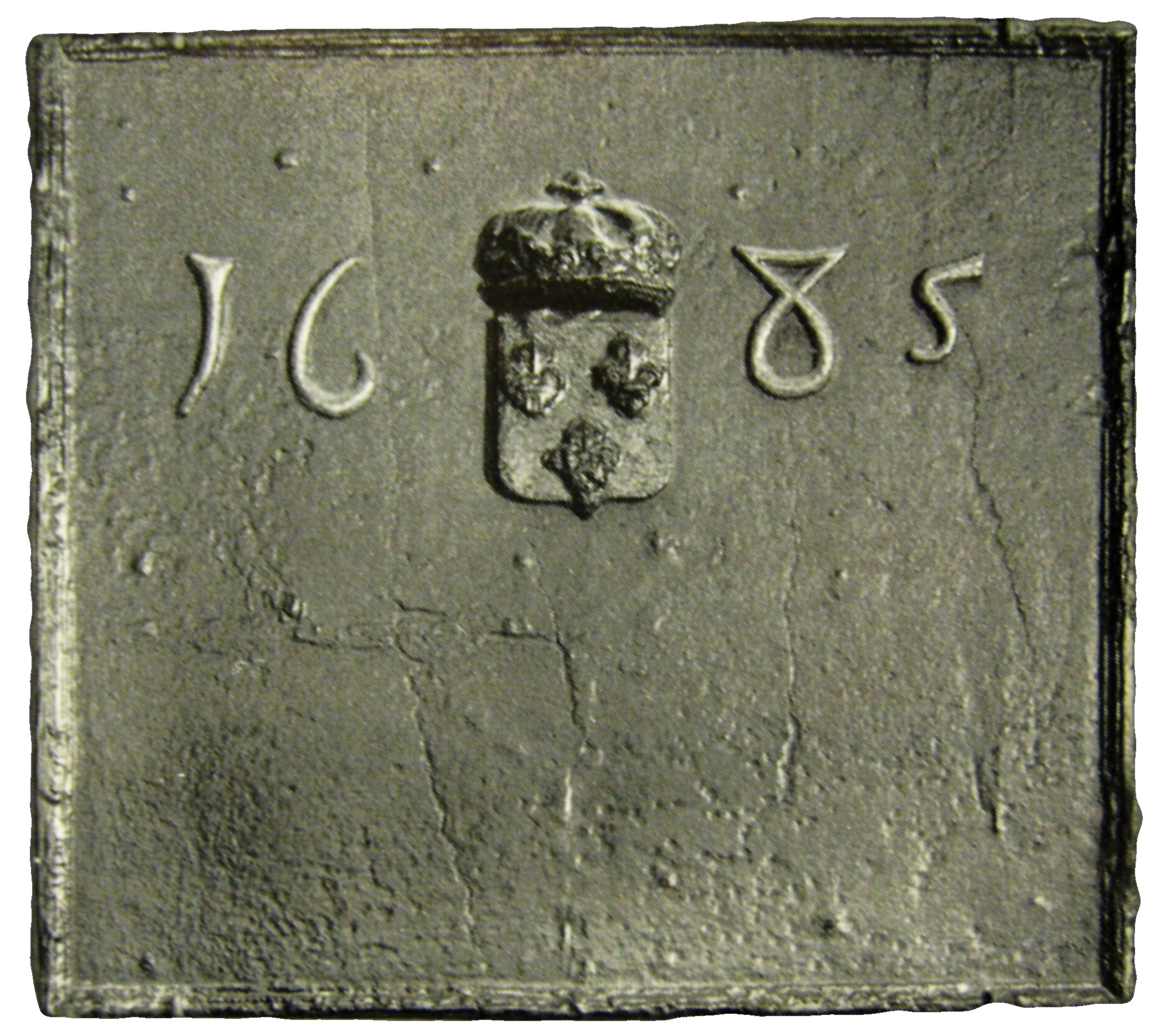
Takenplatte zur Gründung im Jahr 1685

- Dezember: Der französische König Ludwig XIV. erteilt dem Marquis Charles Henri Gaspard de Lénoncourt, der die Baronie Dillingen regiert, die Genehmigung, eine Eisenhütte mit Schmelzofen vor den Toren der Festung Saarlouis zu errichten. Die Dillinger Hütte wird gegründet.

### Wissenschaft und Technik
- 11. Juni: Titia Brongersma, eine Vorreiterin der prähistorischen Archäologie, organisiert eine Untersuchung des Großsteingrabes Borger.
- Der Hallenser Gymnasialdirektor und spätere Geschichtsprofessor Christoph Cellarius (1638–1707) veröffentlicht das Lehrbuch Historia universalis, in antiquam, medii aevi novam divisa, darin wird erstmals die Dreiteilung der Weltgeschichte in Altertum, Mittelalter und Neuzeit in einem Lehrbuch festgehalten.

### Kultur und Gesellschaft
- In Wien wird die erste Feuerlöschordnung mit Feuerknechten erlassen und damit die älteste Berufsfeuerwehr der Welt gegründet.

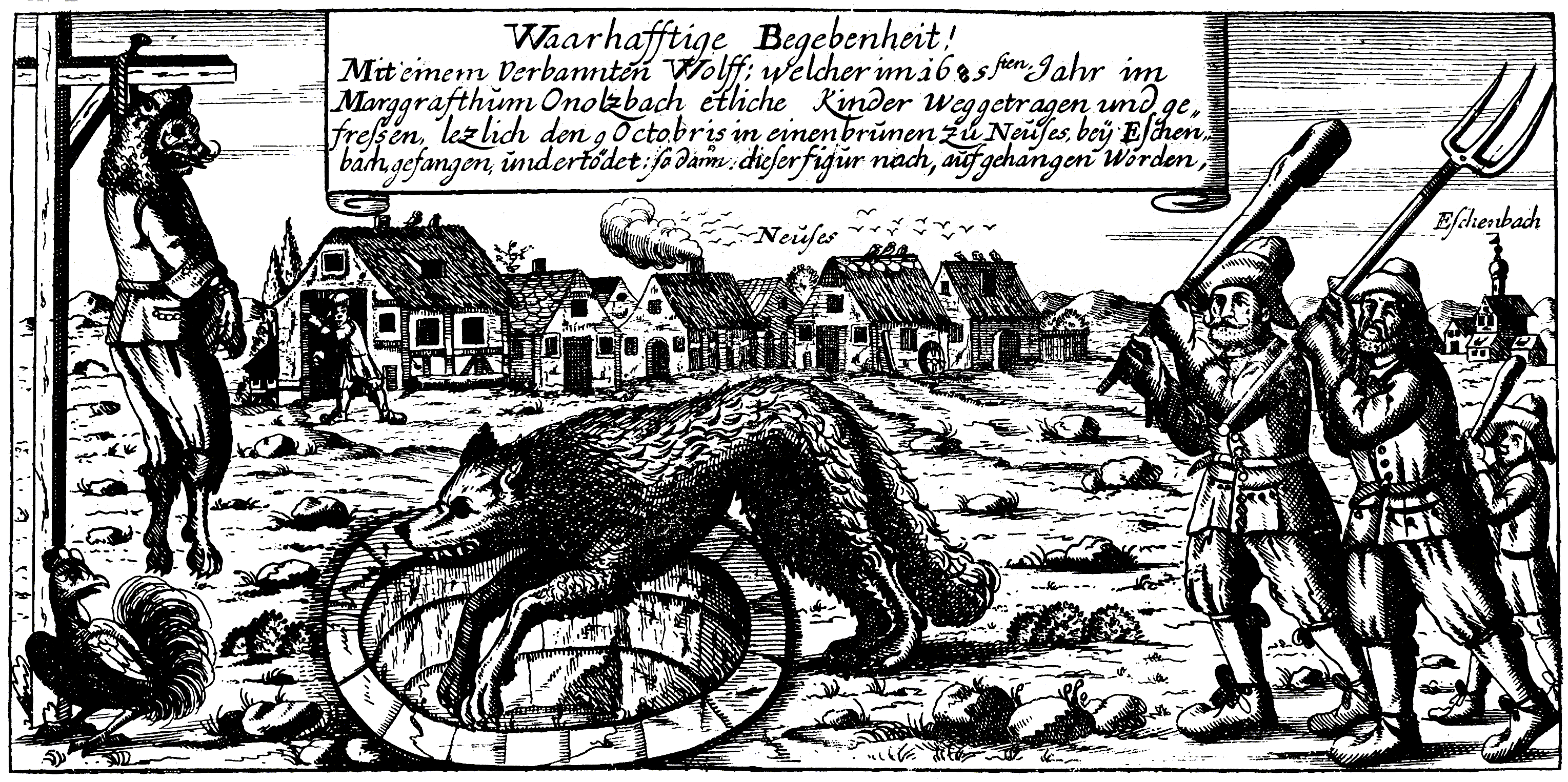
Bauern jagen und töten den (Wer-)Wolf (Zeitgenössisches Flugblatt)

- Bei Ansbach attackiert und tötet ein Wolf zahlreiche Menschen, was Anlass für eine Werwolflegende bietet.

### Religion
- In Waldsassen erfolgt die Grundsteinlegung der Stiftsbasilika.

## Geboren

### Erstes Halbjahr
- 19. Januar: Sebastián de Eslava y Lazaga, spanischer Offizier, Kolonialverwalter und Vizekönig von Neugranada († 1759)
- 02. Februar: Amand von Buseck, Fürstbischof in Fulda († 1756)
- 04. Februar: Wilhelmine von Grävenitz, Mätresse des württembergischen Herzoges Eberhard Ludwig († 1744)
- 09. Februar: Francesco Loredan, 116. Doge von Venedig († 1762)
- 11. Februar: Willibald Krieger, deutscher Jesuit, Theologe, Philosoph und Physiker († 1769)
- 12. Februar: George Hadley, englischer Physiker († 1768)
- 17. Februar: Johann Gottfried Gregorii alias Melissantes, deutscher Geograph und Universalgelehrter († 1770)

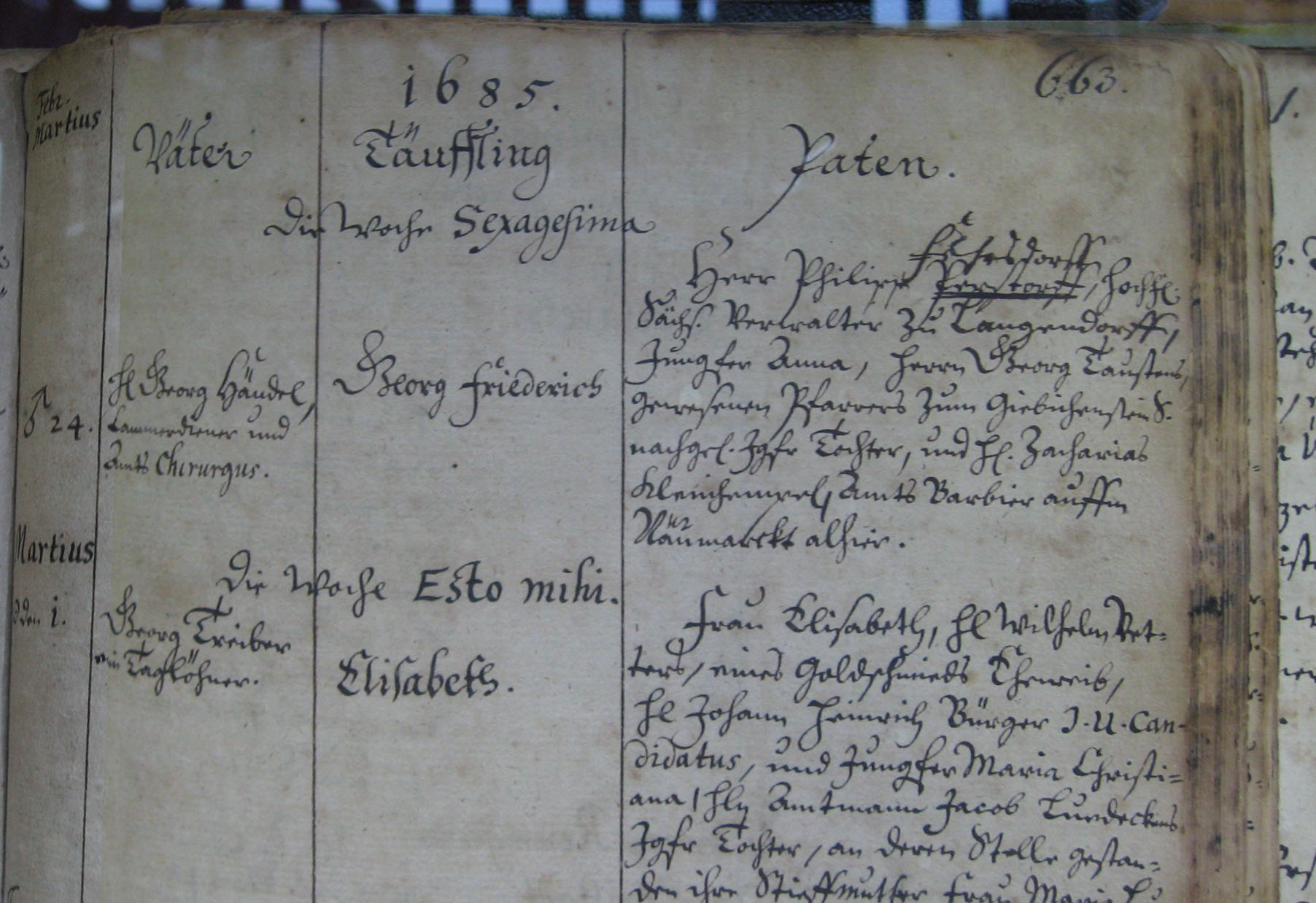
Taufeintrag Händels im Kirchenbuch der Marktkirche Unser Lieben Frauen am 24. Februar 1685 (Marienbibliothek Halle)

- 05. März: Georg Friedrich Händel, deutscher Komponist († 1759)
- 12. März: George Berkeley, irischer Theologe und Philosoph († 1753)
- 17. März: Jean-Marc Nattier, französischer Maler († 1766)
- 26. März: Johann Alexander Thiele, sächsischer Maler und Radierer († 1752)

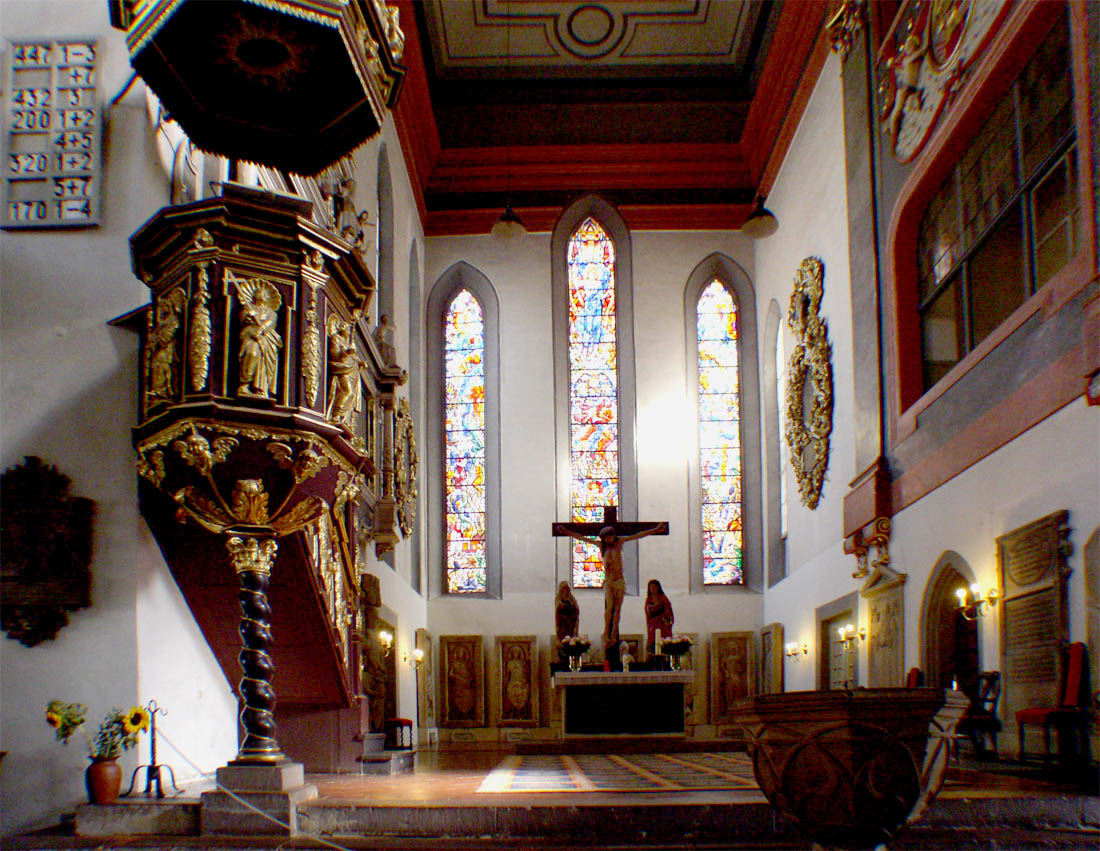
Inneres der Georgenkirche in Eisenach mit dem Taufbecken, in dem J. S. Bach getauft wurde

- 31. März: Johann Sebastian Bach, deutscher Komponist († 1750)
- 18. April: Jacques-Pierre de Taffanel de La Jonquière, französischer Admiral und Generalgouverneur von Neufrankreich († 1752)
- 30. April: Hermann Friedrich Teichmeyer, Gerichtsmediziner († 1744)
- 09. Mai: Georg Sebastian Urlaub, fränkischer Maler († 1763)
- 06. Juni: Spencer Phips, britischer Kolonialpolitiker, Gouverneur der Province of Massachusetts Bay († 1757)
- 14. Juni: Charlotte Wilhelmine von Sachsen-Coburg-Saalfeld, Gräfin von Hanau-Münzenberg († 1767)
- 25. Juni: Johann Michael Hoppenhaupt, deutscher Bildhauer und Baumeister († 1751)
- 30. Juni: John Gay, englischer Schriftsteller († 1732)
- 30. Juni: Dominikus Zimmermann, kurbayerischer Stuckateur und Baumeister († 1766)

### Zweites Halbjahr
- 04. Juli: Christian Reichart, deutscher Begründer des Gartenbaus († 1775)
- 22. Juli: Pierre Roques, französisch-schweizerischer evangelischer Geistlicher († 1748)
- 01. August: Pietro Giuseppe Sandoni, italienischer Komponist († 1748)
- 15. August: Johann Heel, süddeutscher Maler († 1749)
- 15. August: Jacob Theodor Klein, deutscher Wissenschaftler, Mathematiker und Diplomat († 1759)
- 18. August: Brook Taylor, britischer Mathematiker († 1731)
- 31. August: Samuel Urlsperger, deutscher lutherischer Theologe († 1772)
- 02. September: Christiane Charlotte von Nassau-Ottweiler, Gräfin von Nassau-Saarbrücken und Landgräfin von Hessen-Homburg († 1761)
- 04. September: Johann Adolf II., Herzog von Sachsen-Weißenfels und Fürst von Sachsen-Querfurt († 1746)
- 13. September: Johann Christoph Zeumer, Hofrat im Dienste des Kurfürsten von Sachsen († 1747)
- 16. September: Daniel Gottlieb Messerschmidt, deutscher Mediziner und Sibirienforscher († 1735)

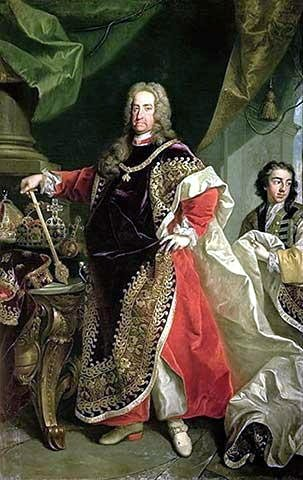
Kaiser Karl VI.

- 01. Oktober: Karl VI., Kaiser des Heiligen Römischen Reichs († 1740)
- 08. Oktober: Carl Aigen, österreichischer Maler († 1762)
- 12. Oktober: Ishida Baigan, japanischer Gelehrter und Philosoph († 1744)
- 17. Oktober: Christian Schmidt, deutscher Orgelbauer († vor 1757)
- 24. Oktober: Charles Alston, schottischer Mediziner und Botaniker († 1760)
- 26. Oktober: Domenico Scarlatti, italienischer Komponist († 1757)
- 30. Oktober: Gottlob Adolph, deutscher Kirchenlieddichter († 1745)
- 03. November: Theophilus Grabener, deutscher Pädagoge († 1750)
- 15. November: Balthasar Denner, deutscher Maler († 1749)
- 06. Dezember: Maria Adelaide von Savoyen, Herzogin von Burgund und Dauphine von Frankreich, Mutter Ludwigs XV. († 1712)
- 08. Dezember: Johann Maria Farina, italienischer Chemiker, Erfinder des Eau de Cologne († 1766)
- 22. Dezember: Kaspar Achatius Beck, deutscher Jurist († 1733)
- 00. Dezember: Filippo Argelati, italienischer Gelehrter († 1755)

### Genaues Geburtsdatum unbekannt
- Benedikt von Ahlefeldt, Geheimer Rat, Kanzleipräsident und Kammerherr des Herzogs Karl Friedrich von Schleswig-Holstein-Gottorf († 1739)
- Jean-Pierre Bergier, Schweizer evangelischer Geistlicher († 1743)
- Mary Cowper, englische Hofdame und Tagebuchschreiberin († 1724)
- Sai Setthathirath II., König des laotischen Königreichs Lan Chang († 1730)
- Dorothee Elisabeth Tretschlaff, brandenburgische Magd, vermutlich letztes Todesopfer der Hexenverfolgung in Brandenburg († 1701)

### Geboren um 1685
- Mary Read, englische Piratin († 1721)

## Gestorben

### Todesdatum gesichert
- 05. Januar: Herman Saftleven, niederländischer Maler (* 1609)
- 26. Januar: Johann Michael Nicolai, deutscher Violonist und Komponist (* 1629)
- 28. Januar: David Mozart, Augsburger Maurer und Baumeister (* 1620/22)

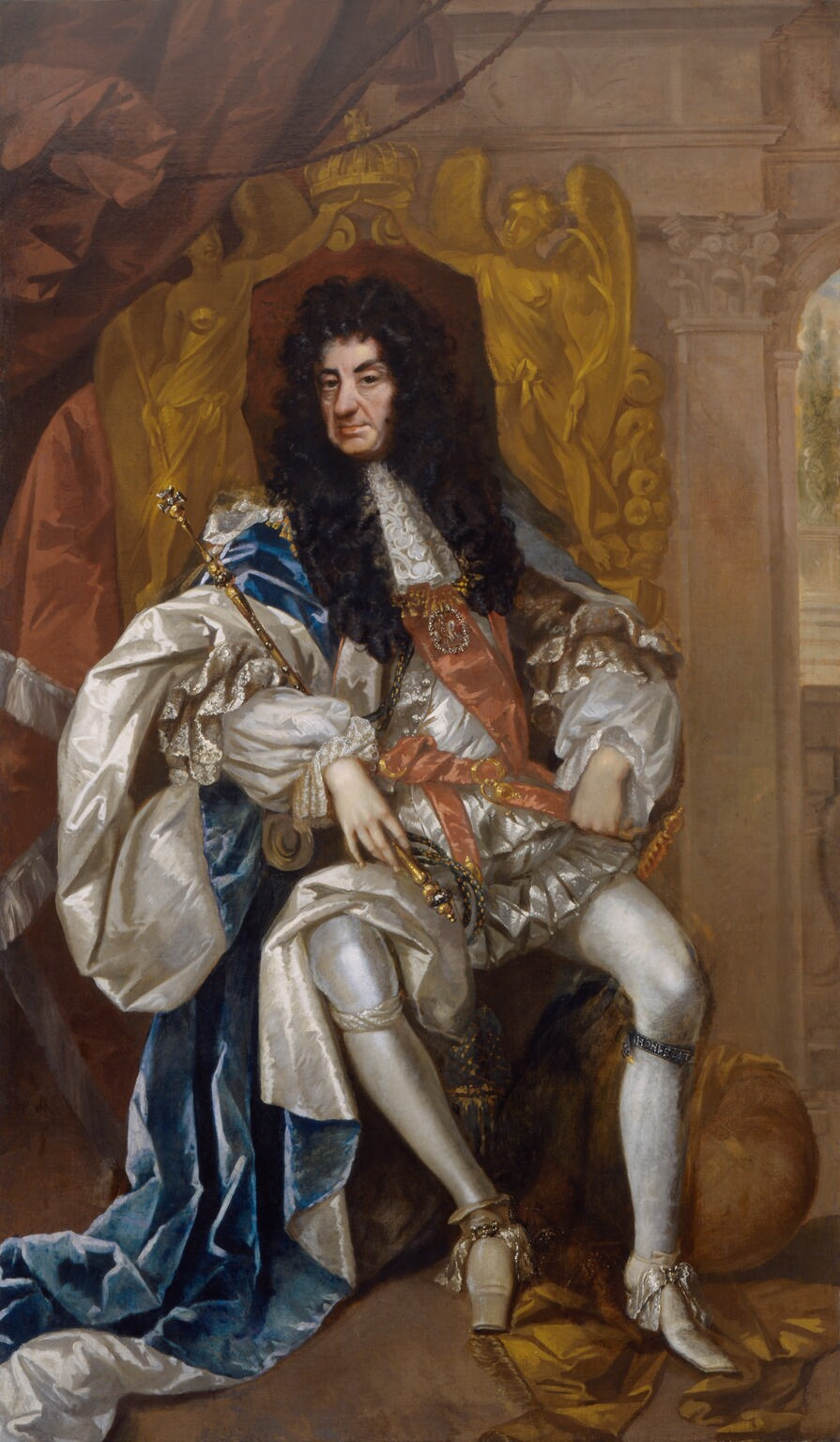
König Karl II. von England, Schottland und Irland (um 1680)

- 06. Februar: Karl II., König von England, Schottland und Irland (* 1630)
- 15. Februar: Johann Wachmann der Jüngere, Bremer Rechtsgelehrter, Diplomat und Gesandter (* 1611)
- 20. Februar: Gottfried Olearius, deutscher evangelischer Theologe (* 1604)
- 20. Februar: Sophie Amalie von Braunschweig-Calenberg, Königin von Dänemark und Norwegen (* 1628)
- 24. Februar: Isabella Clara von Österreich, Herzogin von Mantua (* 1629)
- 09. März: Carpoforo Tencalla, italienisch-schweizerischer Maler (* 1623)
- 10. März: Werner Theodor Martini, deutscher Rechtsgelehrter (* 1626)
- 11. März: Marx Augustin, Bänkelsänger, Sackpfeifer und Stegreifdichter (* 1643)
- 19. März: René François Walther de Sluze, wallonischer Mathematiker, Kanoniker und Abt (* 1622)
- 20. März: Hans Heinrich von Elterlein, deutscher frühkapitalistischer Unternehmer (* 1624)
- 26. März: Go-Sai, 111. Kaiser von Japan (* 1638)
- 30. März: Friedrich Casimir von Hanau, Graf von Hanau-Münzenberg (* 1623)
- 08. April: Sassoferrato, italienischer Maler (* 1609)
- 23. April: Natale Monferrato, italienischer Organist, Kapellmeister und Komponist (* um 1603)
- 24. April: Georg Szelepcsényi, Erzbischof von Gran und Vertreter der Gegenreformation (* 1595)
- 29. April: Luc d’Achery, französischer Bibliothekar und Historiker (* 1609)
- 26. Mai: Karl II., Kurfürst der Pfalz (* 1651)
- 15. Juni: Otto de Grana, kaiserlicher Feldmarschall und Diplomat, königlich-spanischer Statthalter in den Spanischen Niederlande (* 1639)
- 30. Juni: Christoph Arnold, deutscher Theologe, Kirchenlieddichter und Dichter (* 1627)
- 14. Juli: Johann Caspar Bauhin, Schweizer Arzt und Botaniker (* 1606)
- 15. Juli: James Scott, 1. Duke of Monmouth, unehelicher Sohn von Karl II. von England (* 1649)
- 25. August: Francisco de Herrera der Jüngere, spanischer Maler und Architekt (* 1622)
- 07. September: Johann Stephan Wydżga, Bischof von Ermland, Erzbischof von Gnesen und Primas von Polen-Litauen (* 1610)
- 18. September: Christoph Alois Lautner, Opfer der Hexenprozesse in Mähren (* 1622)
- 24. September: Gustaf Otto Stenbock, schwedischer Reichsadmiral (* 1614)
- 01. Oktober: Kanō Yasunobu, japanischer Maler (* 1614)
- 03. Oktober: Juan Carreño de Miranda, spanischer Maler (* 1614)
- 03. Oktober: Johann Heinrich Roos, deutscher Maler (* 1631)
- 12. Oktober: Christoph Ignaz Abele, österreichischer Rechtsgelehrter und Hofbeamter (* 1627)
- 30. Oktober: Michel Le Tellier, französischer Staatsmann (* 1603)
- 04. November: Albrecht Sigismund von Bayern, Fürstbischof von Freising (* 1623)
- 09. November: Louis Armand I. de Bourbon, Fürst von Conti (* 1661)
- 28. November: Nicolas de Neufville, duc de Villeroy, französischer General und Marschall von Frankreich (* 1598)

### Genaues Todesdatum unbekannt
- Francisco Rizi, spanischer Maler (* 1614)
- Richard Salwey, englischer Politiker (* 1615)